# Bobby Gregg
Bobby Gregg, rodným jménem Robert Joseph Gregg (30. dubna 1936 – 3. května 2014) byl americký bubeník a hudební producent.

## Kariéra
Svou kariéru zahájil v roce 1955 jako jediný běloch v jinak kompletně černošské skupině Steve Gibson and the Red Caps. Roku 1962 vydal pod hlavičkou skupiny Bobby Gregg and His Friends singl „The Jam“, který se umístil na 29. příčce v žebříčku Billboard Hot 100. Později vydal ještě několik dalších singlů a spolupracoval s řadou dalších hudebníků. Roku 1964 zahájil spolupráci s písničkářem Bobem Dylanem, se kterým v následujícím období nahrál několik písní z jeho alb Bringing It All Back Home, Highway 61 Revisited a Blonde on Blonde.
Rovněž hrál na bicí v původní nahrávce písně „The Sounds of Silence“ dua Simon & Garfunkel, kterou – stejně jako Dylanova alba – produkoval Tom Wilson. V listopadu 1965 se stal členem skupiny The Hawks, ze které se později stala kapela The Band. Jeho členství v kapele příliš dlouho netrvalo a počátkem roku 1966 jej zde nahradil Sanford Konikoff. V roce 1967 hrál na albu tria Peter, Paul and Mary a v roce 1970 hrál v několika skladbách z alba Johna Calea a Terryho Rileyho nazvaného Church of Anthrax.
Během své kariéry spolupracoval i s dalšími hudebníky, mezi které patří například Buddy Greco, Bobby Rydell, Dee Dee Sharp, Chubby Checker, Barry Goldberg, Eric Andersen, Janis Ian, Georgia Gibbs, Mike Bloomfield nebo folkové duo Jim and Jean. Zemřel v květnu roku 2014 ve věku osmasedmdesáti let.